# فيلينوف داسك

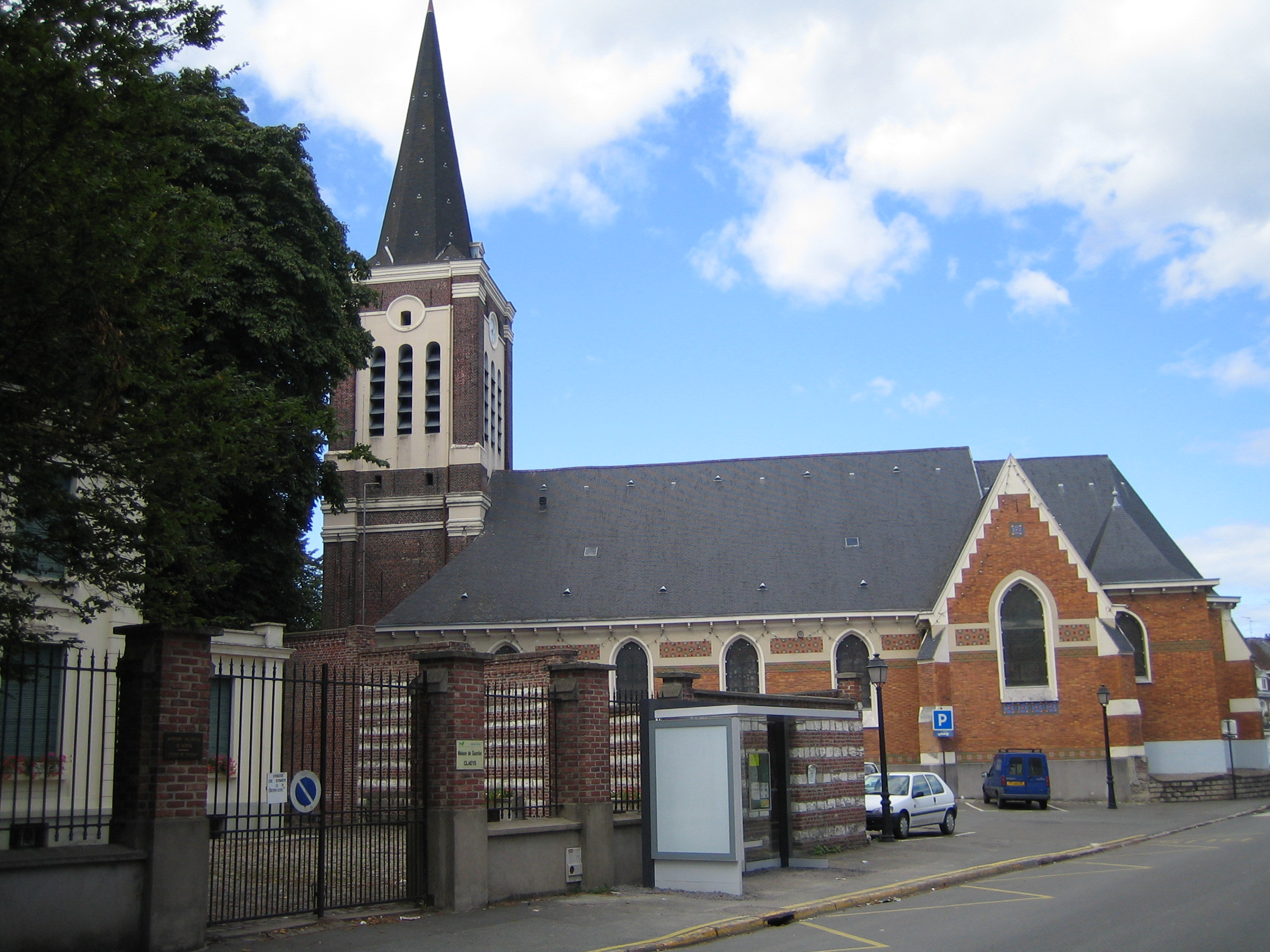
كنيسة القديس بطرس

فيلينوف داسك (بالفرنسية: Villeneuve-d'Ascq)‏ هي بلدية في إقليم نور شمال فرنسا. بلغ عدد سكانها 62,400 في 2004.
هي بلدية في نورد مقاطعة في شمال فرنسا. مع أكثر من 60.000 نسمة و 50.000 طالب فهي واحدة من المدن الرئيسية في مروبولي يوروبين دي ليل والأكبر في المنطقة (27.46 كيلومتر مربع) بعد ليل؛ كما أنها إحدى المدن الرئيسية في أوت دو فرانس.
نظرًا للاندماج بين الكوميونات السابقة لـ Ascq، أنابيس وفليرس-ليز-ليل فيلنوف داسك هو مدينة جديدة ومهد أول نظام مترو أوتوماتيكي في العالم (VAL).
يُطلق على فيلينوف داسك لقب «تكنوبول الخضراء» بفضل غرس العديد من الباحثين - وهما حرمان جامعيان من جامعة ليل؛ العديد من خريجي كليات الهندسة - والشركات في بيئة معيشية ممتعة. نظرًا لمركز النشاط التابع لها، هوت بورن المتنزه العلمي الأوروبي واثنين مركز تسوق فإن فيلينوف داسك هي واحدة من المواقع الاقتصادية الرئيسية في  إقليم أوت دو فرانس شركة متعددة الجنسيات مثل بوندويل وكوفيديس وديكاتلون لها مكاتب رئيسية هناك.
خارج المرافق الأكاديمية والعلمية والتجارية، تشتهر فيلينوف داسك بأحداثها الرياضية - يوجد ملعبان (ملعب بيار وملعب ليل) هناك وبعض فرقها الرياضية تلعب في الدرجة الأولى؛ متاحفها - الأكثر شهرة هو الفن الحديث والمعاصر والخارجي ( لام)؛ طرقها الخضراء ومرافقها الطبية للمعاقين.

## الاسم
اسمها يعني «مدينة Ascq الجديدة» في  الفرنسية. يُشتق Ascq من الكلمة الفلمنكية التي تعني «الرماد». يتم كتابة اسم المدينة بشكل عام بدون الواصلة (الرسمية) المعتادة.

## الجغرافيا
تعد المدينة تقريبًا 10 كـم2 (3.9 ميل2) من المساحات الخضراء والبحيرات والغابات والأراضي الصالحة للزراعة.
وهي تقع بين ليل وروبيكس، على مفترق الطرق الرئيسية نحو باريس، غينت، أنتويرب وبروكسل.

## التاريخ
يمكن إرجاع التطور في ما يُعرف الآن باسم فيلينوف داسك إلى عصر سلتيك بلاد الغال، وترتكز في تلال إقطاعية، موقع جالو روماني وموقع كارولينجيان واحد.
تم اختيار المنطقة في الستينيات لاستيعاب مدينة جديدة ثم تم تعيين اسم «ليل إيست»، والذي كان من المفترض أن يوجه نمو تكتل مدينة ليل وتطوير المؤسسات الموجودة في منطقة. تم إنشاء بلدية فيلينوف داسك في عام 1970 من خلال اندماج كوميونات Ascq و Annappes و Flers. يستحضر اسمه في نفس الوقت الجديد ('neuve') والقديم: البلدة السابقة Ascq وذكراها كمدينة شهيد في 1 أبريل 1944 التاريخ الذي قتل فيه النازيون 86 رجلاً (مجزرة Ascq)
كان اندماج المدينة مع ليل مثيرًا للجدل وفشل مرتين (1972 و 1976).

## الاقتصاد

### الشركات والمؤسسات العامة
يقع المقر الرئيسي لأنواع مختلفة من الشركات في فيلينوف داسك بسبب توافر الأرض، ووجود الباحثين (لا سيما فيسيتي ساينتيفيك ينث هوت بورن) والقرب من منطقتي البنلوكس يند باريس الاقتصاديين. يستضيف فيلينوف داسك المكتب الرئيسي لشركة معالجة الأغذية بوندويل ومقدمي الخدمات المالية كوفيديس ومتجر سلسلة السلع الرياضية ديكاتلون وصناعة الشوكولاتة باقة دور والأطباق التي يمكن التخلص منها تيفانى إندورستري وشركة أمن المعلومات نيتاسق وسلاسل المطاعم فلونش.
علاوة على ذلك، تستضيف فيلينوف داسك المكتب الرئيسي لشركة SoftThinks للاستشارات في مجال تكنولوجيا المعلومات في أوروبا والشرق الأوسط وأفريقيا والمكتب الرئيسي الأوروبي ومركز البحث والتطوير لشركة الأطعمة المجمدة الكندية ماكين فودز. فهي موطن لخدمة الشراء المركزية لمجموعة التجزئة الدولية أوشان، ومركز البحث والتطوير للمعالج الزراعي متعدد الجنسيات تيت ولايل ومركز معالجة البيانات لشركة زيروكس الأمريكية.
يستضيف فيلينوف داسك أيضًا العديد من مكاتب الإدارة والمنظمات العامة. المقر الشمالي للخدمة الوطنية الفرنسية للأرصاد الجوية ميتيو- فرنسا، والثكنات الكبيرة لقوات الدرك الوطني (450 من رجال الدرك وعائلاتهم)، والمقر الشمالي لمركز المعلومات والمرور الوطني الفرنسي (المركز الإقليمي للمعلومات والتداول الروتيني). منذ عام 1998، توجد مكاتب كبيرة لمشغل شبكة الهاتف المحمول ومزود خدمة الإنترنت أورنج، إلى جانب مركز حوسبة المعلومات التابع لشركة كهرباء فرنسا لمنطقة شمال وغرب فرنسا.
من عام 1984 إلى عام 1994 كان فيلينوف داسك يضم مصنع مجموعة الثور الذي قام بتطوير وتصنيع وتسويق أجهزة الكمبيوتر المكتبية الشخصية؛ المكان يستخدم حاليا من قبل مكاتب ديكاتلون. كان هناك أيضًا مصنع كيماويات بولينك ويضم الآن مكاتب شركة الطلبات البريدية 3 Suisses.
تستضيف فيلينوف داسك المقر الشمالي للمعهد الفرنسي للمنسوجات والملابس (IFTH) الذي يساعد الصناعة على تطورها التكنولوجي والاقتصادي. أخيرًا، تم زرع 2000 شركة في المدينة.

### التجارة
يوجد مركزان ضخمان للتسوق في تكنوبول. المركز التجاري V2 الداخلي / المسقوف الذي تأسس في عام 1977، والذي كان عند إنشائه أكبر مركز تسوق شمال باريس ولا يزال الأكبر في منطقة نورد با دو كاليه. تم افتتاح مركز تسوق جديد في الهواء الطلق في عام 2009 هيرون باركوهو مركز تسوق بمساحة 13000 متر مربع (139.931 قدمًا مربعة) يقع بالقرب من V2 ويستضيف العديد من المتاجر في مجموعة أوشان و12 قاعة سينما.

## التعليم
هو أول قطب أكاديمي في منطقة العاصمة. توجد العديد من المرافق الأكاديمية والعلمية هناك (حوالي 42000 طالب و 2500 باحث).

## توأمة
لفيلينوف داسك اتفاقيات توأمة مع كل من:
- ياش
- ليفركوزن

## وصلات خارجية
- الموقع الرسمي